# Faustino Reyes
Faustino Reyes López (Marchena, 27 aprile 1975) è un ex pugile spagnolo.

## Palmarès
- Giochi olimpici

Barcellona 1992: argento nei pesi piuma.